# Női 400 méteres síkfutás a 2020. évi nyári olimpiai játékokon
A 2020. évi nyári olimpiai játékokon az atlétika női 400 méteres síkfutás versenyszámát 2021. augusztus 3–6. között rendezték a tokiói olimpiai stadionban. Az aranyérmet a címvédő bahama-szigeteki Shaunae Miller-Uibo nyerte.
A kvalifikáció során 51,35 másodperc volt a szintidő.

## Rekordok
A versenyt megelőzően a következő rekordok voltak érvényben:
| Világrekord     | Marita Koch (GDR)      | 47,60 | Canberra, Ausztrália               | 1985. október 6. |
| Olimpiai rekord | Marie-José Pérec (FRA) | 48,25 | Atlanta, Amerikai Egyesült Államok | 1996. július 29. |

## Eredmények
Az időeredmények másodpercben értendők. A rövidítések jelentése a következő:
| - OR: olimpiai rekord - NR: országos rekord - MWR: 35 év felettiek világcsúcsa - PB: egyéni legjobb eredménye | - SB: 2021-ben az addigi legjobb eredménye - DNS: nem indult a futamon - DNF: nem ért célba |

### Előfutamok
Minden előfutam első három helyezettje automatikusan az elődöntőbe jutott. Az összesített eredmények alapján további hat versenyző jutott az elődöntőbe.
1. előfutam
| H  | Pálya | Név                  | Nemzet                | Reakcióidő | E     | Mj     |
| -- | ----- | -------------------- | --------------------- | ---------- | ----- | ------ |
| 1. | 2     | Shaunae Miller-Uibo  | Bahama-szigetek (BAH) | 0,132      | 50,50 | Q      |
| 2. | 6     | Roxana Gómez         | Kuba (CUB)            | 0,182      | 50,76 | Q, =PB |
| 3. | 7     | Sada Williams        | Barbados (BAR)        | 0,154      | 51,36 | Q, SB  |
| 4. | 8     | Aliyah Abrams        | Guyana (GUY)          | 0,160      | 51,44 | q, SB  |
| 5. | 5     | Kyra Constantine     | Kanada (CAN)          | 0,167      | 51,69 | q      |
| 6. | 3     | Anita Horvat         | Szlovénia (SLO)       | 0,185      | 52,34 |        |
| 7. | 4     | Patience Okon George | Nigéria (NGR)         | 0,187      | 52,41 |        |

2. előfutam
| H  | Pálya | Név              | Nemzet                 | Reakcióidő | E     | Mj        |
| -- | ----- | ---------------- | ---------------------- | ---------- | ----- | --------- |
| 1. | 3     | Jodie Williams   | Nagy-Britannia (GBR)   | 0,170      | 50,99 | Q         |
| 2. | 4     | Quanera Hayes    | Egyesült Államok (USA) | 0,175      | 51,07 | Q         |
| 3. | 7     | Cátia Azevedo    | Portugália (POR)       | 0,155      | 51,26 | Q         |
| 4. | 5     | Lisanne de Witte | Hollandia (NED)        | 0,172      | 51,68 | q, SB     |
| 5. | 6     | Bendere Oboya    | Ausztrália (AUS)       | 0,172      | 52,37 |           |
| —  | 2     | Amantle Montsho  | Botswana (BOT)         | 0,125      | DNF   |           |
| —  | 8     | Meleni Rodney    | Grenada (GRN)          | 0,196      | DNF   |           |
| —  | 9     | Aliya Boshnak    | Jordánia (JOR)         | 0,238      | DQ    | TR 17.3.1 |

3. előfutam
| H  | Pálya | Név               | Nemzet                 | Reakcióidő | E              | Mj    |
| -- | ----- | ----------------- | ---------------------- | ---------- | -------------- | ----- |
| 1. | 4     | Allyson Felix     | Egyesült Államok (USA) | 0,168      | 50,84          | Q     |
| 2. | 2     | Roneisha McGregor | Jamaica (JAM)          | 0,180      | 51,14 (51,138) | Q     |
| 3. | 6     | Lada Vondrová     | Csehország (CZE)       | 0,182      | 51,14 (51,139) | Q, PB |
| 4. | 3     | Ama Pipi          | Nagy-Britannia (GBR)   | 0,126      | 51,17          | q     |
| 5. | 7     | Tiffani Marinho   | Brazília (BRA)         | 0,210      | 52,11          |       |
| 6. | 8     | Leni Shida        | Uganda (UGA)           | 0,201      | 52,48          |       |
| 7. | 5     | Samantha Dirks    | Belize (BIZ)           | 0,177      | 54,16          | SB    |
| 8. | 9     | Tetyana Melnyk    | Ukrajna (UKR)          | 0,179      | 54,99          |       |

4. előfutam
| H  | Pálya | Név               | Nemzet               | Reakcióidő | E     | Mj        |
| -- | ----- | ----------------- | -------------------- | ---------- | ----- | --------- |
| 1. | 5     | Candice McLeod    | Jamaica (JAM)        | 0,202      | 51,09 | Q         |
| 2. | 6     | Amandine Brossier | Franciaország (FRA)  | 0,171      | 51,65 | Q         |
| 3. | 7     | Susanne Walli     | Ausztria (AUT)       | 0,209      | 52,19 | Q         |
| 4. | 3     | Corinna Schwab    | Németország (GER)    | 0,155      | 52,29 |           |
| 5. | 9     | Irini Vasiliou    | Görögország (GRE)    | 0,164      | 53,16 |           |
| 6. | 4     | Galefele Moroko   | Botswana (BOT)       | 0,202      | 55,89 | SB        |
| —  | 8     | Nicole Yeargin    | Nagy-Britannia (GBR) | 0,182      | DQ    | TR 17.3.1 |
| —  | 2     | Cynthia Bolingo   | Belgium (BEL)        | —          | DNS   |           |

5. előfutam
| H  | Pálya | Név                     | Nemzet              | Reakcióidő | E     | Mj    |
| -- | ----- | ----------------------- | ------------------- | ---------- | ----- | ----- |
| 1. | 3     | Stephenie Ann McPherson | Jamaica (JAM)       | 0,138      | 50,89 | Q     |
| 2. | 4     | Natalia Kaczmarek       | Lengyelország (POL) | 0,150      | 51,06 | Q     |
| 3. | 5     | Paola Morán             | Mexikó (MEX)        | 0,162      | 51,18 | Q, SB |
| 4. | 6     | Phil Healy              | Írország (IRL)      | 0,158      | 51,98 |       |
| 5. | 8     | Hellen Syombua Kalii    | Kenya (KEN)         | 0,221      | 52,70 |       |
| 6. | 2     | Agnė Šerkšnienė         | Litvánia (LTU)      | 0,172      | 52,78 |       |
| 7. | 7     | Natassha McDonald       | Kanada (CAN)        | 0,161      | 53,54 |       |

6. előfutam
| H  | Pálya | Név                   | Nemzet                      | Reakcióidő | E     | Mj    |
| -- | ----- | --------------------- | --------------------------- | ---------- | ----- | ----- |
| 1. | 2     | Marileidy Paulino     | Dominikai Köztársaság (DOM) | 0,184      | 50,06 | Q     |
| 2. | 6     | Wadeline Jonathas     | Egyesült Államok (USA)      | 0,209      | 50,93 | Q     |
| 3. | 4     | Lieke Klaver          | Hollandia (NED)             | 0,200      | 51,37 | Q     |
| 4. | 7     | Aauri Bokesa          | Spanyolország (ESP)         | 0,235      | 51,89 | q, SB |
| 5. | 9     | Eleni Artymata        | Ciprus (CYP)                | 0,224      | 51,91 | q     |
| 6. | 8     | Barbora Malíková      | Csehország (CZE)            | 0,195      | 52,83 |       |
| 7. | 3     | Shalysa Wray          | Kajmán-szigetek (CAY)       | 0,216      | 53,61 |       |
| 8. | 5     | Christine Botlogetswe | Botswana (BOT)              | 0,214      | 53,99 | SB    |

### Elődöntők
Minden elődöntő első két helyezettje automatikusan a döntőbe jutott. Az összesített eredmények alapján további két futó került a döntőbe.
1. elődöntő
| H  | Pálya | Név               | Nemzet                      | Reakcióidő | E     | Mj    |
| -- | ----- | ----------------- | --------------------------- | ---------- | ----- | ----- |
| 1. | 5     | Marileidy Paulino | Dominikai Köztársaság (DOM) | 0,172      | 49,38 | Q, NR |
| 2. | 7     | Candice McLeod    | Jamaica (JAM)               | 0,162      | 49,51 | Q, PB |
| 3. | 4     | Roxana Gómez      | Kuba (CUB)                  | 0,168      | 49,71 | q, PB |
| 4. | 6     | Quanera Hayes     | Egyesült Államok (USA)      | 0,153      | 49,81 | q     |
| 5. | 3     | Eleni Artymata    | Ciprus (CYP)                | 0,191      | 50,80 | NR    |
| 6. | 9     | Susanne Walli     | Ausztria (AUT)              | 0,224      | 51,52 | PB    |
| 7. | 2     | Ama Pipi          | Nagy-Britannia (GBR)        | 0,140      | 51,59 |       |
| 8. | 8     | Lada Vondrová     | Csehország (CZE)            | 0,183      | 51,62 |       |

2. elődöntő
| H  | Pálya | Név                 | Nemzet                 | Reakcióidő | E     | Mj    |
| -- | ----- | ------------------- | ---------------------- | ---------- | ----- | ----- |
| 1. | 6     | Shaunae Miller-Uibo | Bahama-szigetek (BAH)  | 0,155      | 49,60 | Q     |
| 2. | 5     | Jodie Williams      | Nagy-Britannia (GBR)   | 0,136      | 49,97 | Q, PB |
| 3. | 4     | Roneisha McGregor   | Jamaica (JAM)          | 0,181      | 50,34 |       |
| 4. | 7     | Wadeline Jonathas   | Egyesült Államok (USA) | 0,189      | 50,51 |       |
| 5. | 9     | Paola Morán         | Mexikó (MEX)           | 0,168      | 51,06 | SB    |
| 6. | 8     | Lieke Klaver        | Hollandia (NED)        | 0,208      | 51,37 |       |
| 7. | 2     | Aliyah Abrams       | Guyana (GUY)           | 0,137      | 51,46 |       |
| 8. | 3     | Aauri Bokesa        | Spanyolország (ESP)    | 0,194      | 51,57 | PB    |

3. elődöntő
| H  | Pálya | Név                     | Nemzet                 | Reakcióidő | E     | Mj         |
| -- | ----- | ----------------------- | ---------------------- | ---------- | ----- | ---------- |
| 1. | 5     | Stephenie Ann McPherson | Jamaica (JAM)          | 0,134      | 49,34 | Q, PB      |
| 2. | 6     | Allyson Felix           | Egyesült Államok (USA) | 0,179      | 49,89 | Q, SB, MWR |
| 3. | 8     | Sada Williams           | Barbados (BAR)         | 0,167      | 50,11 | NR         |
| 4. | 4     | Natalia Kaczmarek       | Lengyelország (POL)    | 0,165      | 50,79 |            |
| 5. | 3     | Kyra Constantine        | Kanada (CAN)           | 0,177      | 51,22 |            |
| 6. | 7     | Amandine Brossier       | Franciaország (FRA)    | 0,170      | 51,30 |            |
| 7. | 9     | Cátia Azevedo           | Portugália (POR)       | 0,146      | 51,32 |            |
| 8. | 2     | Lisanne de Witte        | Hollandia (NED)        | 0,178      | 52,09 |            |

### Döntő
| H     | Pálya | Név                     | Nemzet                      | Reakcióidő | E     | Mj      |
| ----- | ----- | ----------------------- | --------------------------- | ---------- | ----- | ------- |
| Arany | 7     | Shaunae Miller-Uibo     | Bahama-szigetek (BAH)       | 0,162      | 48,36 | AR      |
| Ezüst | 5     | Marileidy Paulino       | Dominikai Köztársaság (DOM) | 0,176      | 49,20 | NR      |
| Bronz | 9     | Allyson Felix           | Egyesült Államok (USA)      | 0,158      | 49,46 | SB, MWR |
| 4.    | 6     | Stephenie Ann McPherson | Jamaica (JAM)               | 0,131      | 49,61 |         |
| 5.    | 4     | Candice McLeod          | Jamaica (JAM)               | 0,152      | 49,87 |         |
| 6.    | 8     | Jodie Williams          | Nagy-Britannia (GBR)        | 0,127      | 49,97 | =PB     |
| 7.    | 2     | Quanera Hayes           | Egyesült Államok (USA)      | 0,176      | 50,88 |         |
|       | 3     | Roxana Gómez            | Kuba (CUB)                  | 0,191      |       | DNF     |